# Elaine Lustig Cohen
Elaine Lustig Cohen (Jersey City (Nueva Jersey), 6 de marzo de 1927-4 de octubre de 2016) fue una diseñadora gráfica modernista, artista y archivista estadounidense pionera por su trabajo en diseño integrando la vanguardia europea y las influencias modernistas en la comunicación gráfica americana de mediados del siglo XX, especialmente en los años 50 y 60. Creó más de 150 diseños de cubiertas de libros y catálogos de museos. En 2011 recibió la medalla del American Institute of Graphic Arts, el Instituto de Artes Gráficas de Norteamérica, uno de los premios más prestigiosos de diseño en Estados Unidos.

## Biografía
Nació en el seno de una familia judía. Su padre, Herman Firstenberg era un inmigrante polaco que trabajó como fontanero, su madre, Elizabeth era oriunda de Nueva Jersey. Su madre alentó su creatividad y le inculcó desde muy temprana edad la idea de que ser mujer no era una limitación y la animó a perseguir sus sueños, primero con clases de dibujo y posteriormente en la universidad.
En su adolescencia tuvo contacto con el mundo del arte contemporáneo a través de Naomi Savage, sobrina de Man Ray y viajó con frecuencia a Nueva York para visitar galerías y museos. A los 15 años visitó una exposición de Kandinsy en la Galería Peggy Guggenheim, inicio de su pasión por el arte moderno.
En 1945 se inscribió en el departamento de arte del Sophie Newcomb College de la Universidad de Tulane en Nueva Orleans. Una de sus clases de arte se basaba en los fundamentos básicos de la Bauhaus. Su pintor favorito en aquel momento era Suart Davis. En 1947-48 se trasladó a la Universidad del Sur de California donde se licenció en Bellas Artes en 1948 parar prepararse como profesora de educación artística.
Nunca pensó en ser artista, explicó posteriormente. En 1948, a los 20 años conoció al prestigioso diseñador gráfico Alvin Lustig, doce años mayor que ella. Se casaron en diciembre del mismo año. Trabajó como profesora en una escuela pública durante el primer año de matrimonio.
En 1950 Alvin Lustig recibió una oferta para establecer un programa de diseño gráfico en la Universidad de Yale y la pareja se trasladó a Nueva York. Profesionalmente las cosas iban mejorando al tiempo que la salud de Alvin se fue deteriorando y aumentó su dependencia de Elaine. Su relación duró siete años hasta su muerte, en 1955, a causa de la complicación de su diabetes, una enfermedad de la que estaba diagnosticado desde joven y que acabó provocándole ceguera.
Lusting Cohen entonces se hizo cargo del estudio de su marido en Manhatan y empezó a trabajar como diseñadora gráfica integrando la estética del modernismo europeo con un lenguaje visual claramente norteamericano trabajando para editoriales, diversas empresas, instituciones culturales y arquitectos. El arquitecto Philip Johnson que era cliente de su marido le propuso que asumiera ella el encargo de la rotulación y señalización del edificio Seagram. Ambos forjaron un importante vínculo que les llevó a colaborar en diversos proyectos como La Casa de Cristal, la Universidad de Yale, el Lincoln Center, el Instituto de Arte Munson-Williams-Proctor y el Museo Sheldon de arte. También trabajó en los años 60 para el Museo Judío.
Elaine trasladó el estudio a su apartamento. Al tiempo Arthur Cohen, editor y el mejor amigo de Lustig insistió en que continuara diseñando la nueva línea de libros de bolsillo en Meridian Books. Alvin había diseñado 25 y Elaine diseñó más de 100.
En 1956 se casó con Arthur Cohen.
En el campo del diseño editorial, desarrolló una línea propia, siendo también quien se encargara, ya en los 60, de los catálogos para artistas reconocidos como Jasper Johns, Yves Klein y Robert Rauschenberg. Otros arquitectos como Eero Saarinen y Richard Meier contaron con señalización de Cohen en sus edificios. En esta línea, diseñó también señales para la Administración Federal de Aviación y la General Motors, junto con Saarinen.
Como pintora, Lustig Cohen desarrolló el estilo hard edge en los años 1960 y 1970. Con el empleo de un lenguaje formal simplificado que incluye colores sólidos y formas geométricas abstractas, sus pinturas aluden a su trabajo de diseño, así como a las prácticas contemporáneas de otros artistas que se esforzaron para disolver las barreras entre la pintura y la objetualidad.
Realizó su primera exposición individual en Nueva York en 1970. Fue en la Galería John Bernard Meyers Gallery (1970, 1972, 1973), la Galería Denise René (1975) y la Galería Mary Boone (1979) en la que fue la primera mujer en realizar una exposición individual.
En 2011 recibió la medalla de AIGA, Instituto de Artes Gráficas de Norteamérica, por su trayectoria profesional y su innovación en el diseño.
Cohen reconocía que era de las pocas mujeres trabajando en el campo del diseño gráfico entonces y que sus homólogos masculinos no la incluían en los debates porque no la tomaban en serio, pese a estar trabajando en primera línea. “Me dio igual, yo seguía trabajando”, dijo en una entrevista en 2013.

## Premios
- 2011 Cohen recibió la medalla de AIGA que premia a «individuos que han establecido estándares de excelencia durante toda una vida de trabajo o han hecho contribuciones individuales a la innovación en la práctica del diseño».

## Exposiciones

### Individuales
- 2015 - Elaine Lustig Cohen Exhibition, The Glass House, New Canaan, CT
- 2014  - Elaine Lustig Cohen: Voice & Vision, RIT Graphic Design Archives, Rochester, NY
- 2009 - My Heroes: Portraits of the Avant-Garde, Adler & Conkright Fine Art, New York, NY
- 2008 - The Geometry of Seeing, Julie Saul Gallery, New York, NY
- 2007 - The Geometry of Seeing, Pavel Zoubok Gallery, New York, NY
- 2002 - Tea House Suite, Julie Saul Gallery, New York, NY

### Colectivas
- 2015 - How Posters Work Archivado el 1 de diciembre de 2016 en Wayback Machine., Museo Nacional de Diseño Cooper Hewitt  New York, NY
- 2015 - Designing Home: Jews and Midcentury Modernism, Museum of Jewish Heritage, New York, NY, Contemporary Jewish Museum, San Francisco, CA
- 2014 - Elaine Lustig Cohen & Heman Chong: Correspondence(s) Archivado el 10 de julio de 2015 en Wayback Machine., P! Gallery, New York, NY
- 2012 - The Lustigs: A Cover Story, 1933-1961, College of Visual Arts, Saint Paul, MN, AIGA, New York, NY
- 2012 - Exploring Never Stops: Water, Ice, Nature, Kunsthandel Wolfgang Werner, Berlin, Germany
- 2012 - Every Exit is an Entrance: 30 Years of Exit Art, Exit Art, New York, NY
- 2011 - Benchmarks: Seven Women in Design, Center Gallery, Fordham University at Lincoln Center, New York, NY
- 2011 - Remix: Selections from the International Collage Center, Samek Art Gallery, Bucknell University, PA (+ other venues)
- 2011 - Conversation among Friends, Sonia Delaunay, Cooper Hewitt Museum
- 2009 - Typograffi, Philoctetes Center, New York, NY
- 2009 - Daughters of the Revolution, Women & Collage, Pavel Zoubok Gallery, New York, NY
- 2007 - In Context: Collage+Abstraction, Pavel Zoubok Gallery, New York, NY
- 2005 - Collage: Signs & Surfaces, Pavel Zoubok Gallery, New York, NY
- 2005 - Word Play, Julie Saul Gallery, New York, NY
- 2005 - Alphabet: 60 Alphabets by 47 Artists, Artscape, Baltimore, MD
- 2004 - Uncharted Territory:Mapping by Artists & Cartographers, Julie Saul Gallery, New York, NY
- 2004 - Against the Grain: Bookjackets by Alvin Lustig, Elaine Lustig Cohen, Chip Kidd, Barbara de Wilde, Fordham University at Lincoln Center, New York,  NY
- 2003 - The Auroral Light:Photographs by Women, The Grolier Club, New York, NY
- 2001 - Rupture & Revision:Collage in America, Pavel Zoubok Gallery, New York, NY
- 2001 - Designing Identity: Typefaces as Human Experience, Bard Graduate Center, New York, NY
- 2000 - Women Designers in the USA, 1900-2000, Diversity and Difference, The Bard Graduate Center, New York, NY
- 2000 - Mondiale Echo’s (Global Echoes), Mondriaanhuis, Amersfoort, Netherlands